# Hrabstwo Louisa (Wirginia)

Piramida wieku hrabstwa

Hrabstwo Louisa – hrabstwo w USA, w stanie Wirginia, według spisu z 2000 roku liczba ludności wynosiła 25627. Siedzibą hrabstwa jest Louisa.

## Geografia
Według spisu hrabstwo zajmuje powierzchnię 1323 km², z czego 1288 km² stanowią lądy, a 35 km² – wody.

### Miasta
- Louisa
- Mineral

### CDP
- Blue Ridge Shores